# 니푸르
니푸르(수메르어: Nibru, 종종 표어문자로 𒂗𒆤𒆠, EN.LÍLKI, "엔릴의 도시"로 기록됨; 아카드어: Nibbur)는 고대 수메르 도시였다. 이 도시는 수메르 신 엔릴, 즉 "바람의 군주"이자 아누만이 유일하게 지배하는 우주의 지배자를 숭배하는 특별한 장소였다. 니푸르는 현재 이라크 알카디시야주 아파크에서 북쪽으로 8km 떨어진 누파르에 위치했다. 현대 바그다드에서 남쪽으로 약 200km, 고대 도시 바빌론에서 남동쪽으로 약 100km 떨어져 있다. 이 유적지는 우바이드 문화 (우바이드 2 – 하지 무함마드), 우루크 문화, 젬데트 나스르 문화까지 거슬러 올라간다. 고대 이름의 기원은 알려져 있지 않지만 여러 제안이 있었다.

## 역사
니푸르는 결코 자체적인 정치적 패권을 누리지 못했지만, 다른 도시 국가의 군주들에게 전반적인 "왕권"을 부여할 수 있다고 여겨졌기 때문에 그 통제는 매우 중요했다. 이곳은 유명한 엔릴의 에쿠르 신전을 소유하고 있었기 때문에 특히 성스러운 도시였다. 엔릴의 아들 닌우르타 또한 이 도시 국가에 그의 주요 숭배 중심지인 에슈메샤 신전을 가지고 있었다.
투말 연대기에 따르면, 키시의 초기 통치자였던 엔메바라게시가 이 신전을 처음 건설했다.
니푸르에 대한 그의 영향은 고고학적으로도 밝혀졌다. 연대기는 신전에서 간헐적인 의식을 계속 이어간 연속적인 초기 수메르 통치자들을 나열한다: 엔메바라게시의 아들 키시의 아가; 우르의 메산네파다; 그의 아들 메스아기운나; 우루크의 길가메시; 그의 아들 우르눈갈; 우르의 난니와 그의 아들 메스아기난나. 또한 이 연대기는 우르 제3왕조 시대에 우르의 우르남무에 의해 이 관행이 부활했으며, 입비신이 우루크에 엔메갈라나를 대사제로 임명할 때(기원전 1950년경)까지 계속되었음을 보여준다.
우루크와 우르의 왕이었던 루갈자게시와 루갈키굽니두두, 그리고 다른 초기 통치자들의 문틀과 석제 꽃병에 새겨진 비문들은 당시 고대 신성한 장소가 얼마나 숭배되었는지, 그리고 그것을 소유하는 것이 어떤 종류의 정당성을 부여하는 데 얼마나 중요했는지를 보여준다. 그들의 봉헌물에서 이들 통치자들 중 일부는 자신을 엔시, 즉 통치자로 지칭한다.

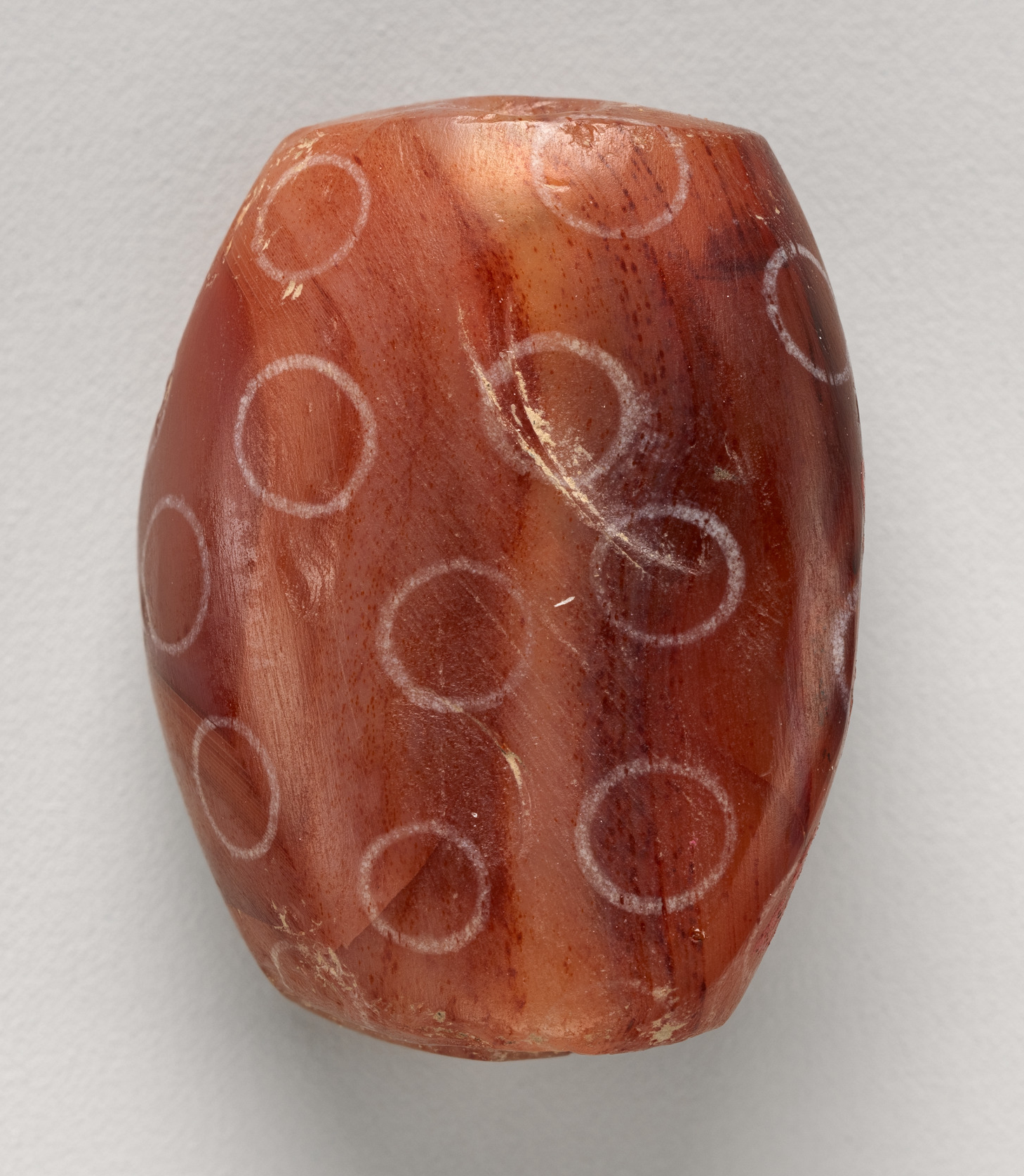
기원전 2900-2350년경 인더스 문명 카닐리언 백색 문양 구슬. 니푸르에서 발견. 초기 인더스-메소포타미아 관계의 한 예.

### 아카드, 우르 제3왕조, 고대 바빌로니아 시대

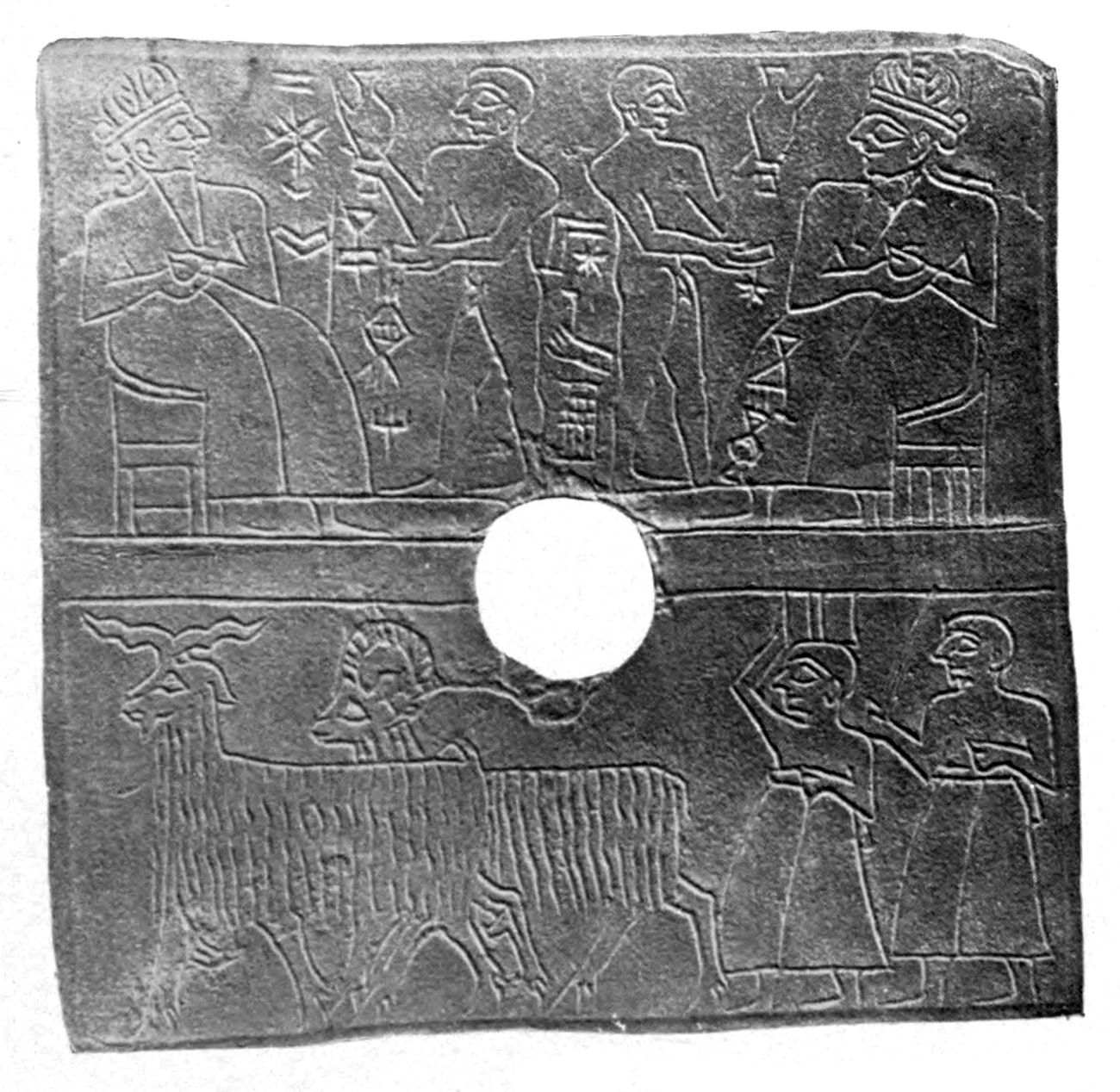
니푸르에서 발견된 새겨진 봉헌판.

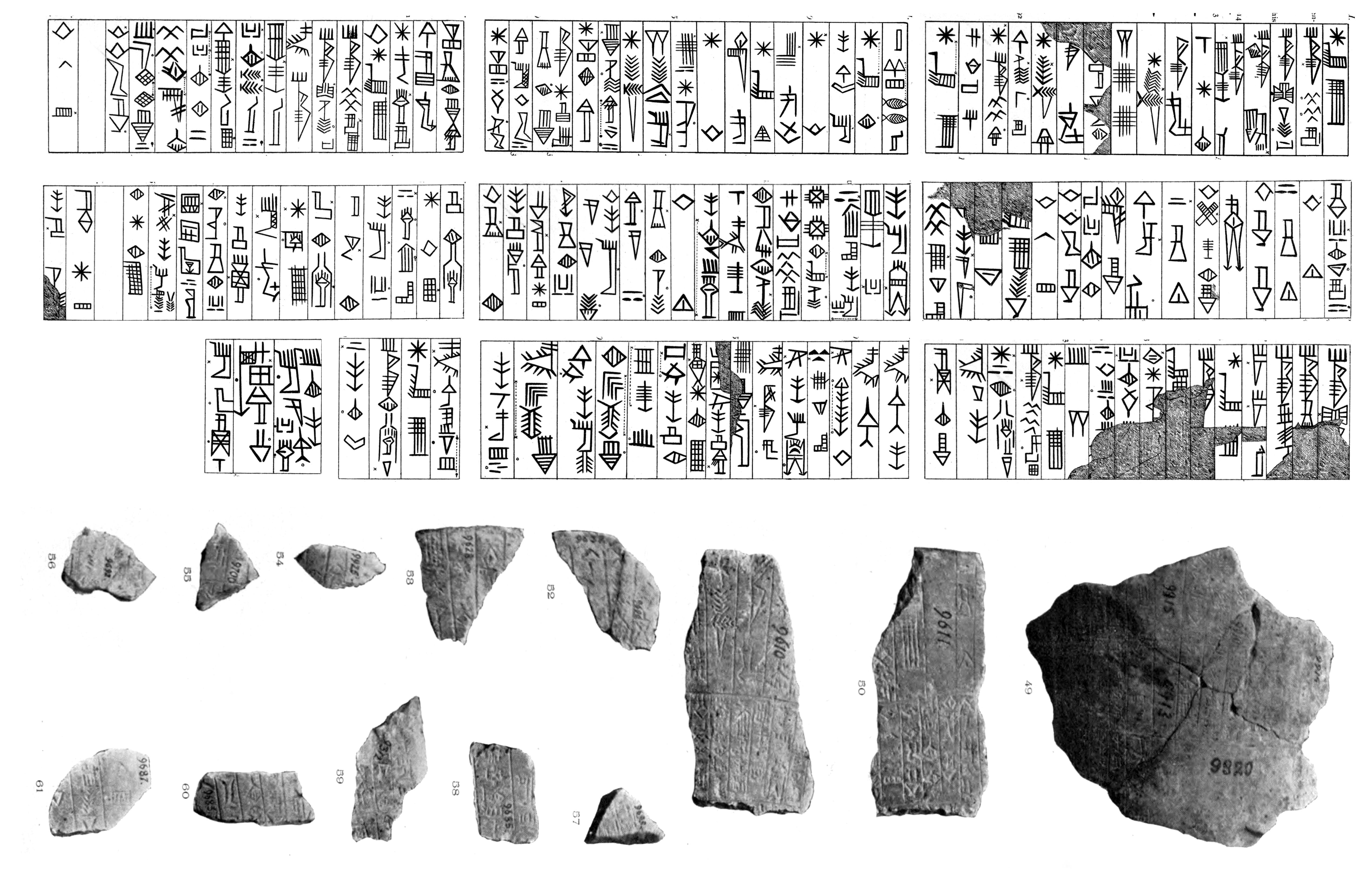
니푸르에서 발견된 루갈자게시의 꽃병.

기원전 3천년 후반에 니푸르는 아카드 제국 또는 아가데의 통치자들에게 정복되고 점령되었으며, 사르곤, 리무시, 나람신의 수많은 봉헌물들은 그들 또한 이 성역을 얼마나 숭배했는지를 증명한다. 나람신은 에쿠르 신전과 폭 17.5미터의 도시 성벽을 모두 재건했다. 니푸르가 자체적인 통치자를 가졌던 몇 안 되는 경우 중 하나는 여러 메소포타미아 도시들이 나람신에 대항하여 반란을 일으킨 것을 묘사하는 점토판에서 나온다. 여기에는 아마르엔릴라 휘하의 니푸르도 포함되어 있었다. 그 판은 나람신이 이 반란 도시들을 아홉 번의 전투에서 물리치고 다시 그의 통제 아래 두었다고 기록한다. 바이드너 판(ABC 19)은 아카드 제국이 사르곤이 니푸르에서 바빌론으로 "성스러운 도시" 지위를 이전하기 시작했기 때문에 신의 징벌로 몰락했다고 시사한다.

함무라비 시대의 바빌로니아.

이 아카드 점령은 우르 제3왕조 시대의 점령으로 이어졌으며, 위대한 신전 건축가 우르남무의 건축물은 나람신의 건축물 바로 위에 겹쳐져 있다. 우르남무는 신전에 최종적인 특징적인 형태를 부여했다. 그는 선대 건축물들을 부분적으로 허물고, 높이 약 12미터, 면적 약 32,000제곱미터의 벽돌 테라스를 세웠다. 북서쪽 가장자리, 서쪽 모퉁이 쪽에는 마른 벽돌로 된 3단계의 지구라트를 건설했는데, 역청으로 고정된 구운 벽돌로 마감되었다. 꼭대기에는 우르와 에리두에서처럼 신의 특별한 성소 또는 거처인 작은 방이 있었다. 지구라트의 각 단계로의 접근은 아래 마당에서 남동쪽 경사로를 통해 이루어졌다. 지구라트의 북동쪽에는 벨의 집이 있었던 것으로 보이며, 지구라트 아래 마당에는 다른 여러 건물, 성소, 보물창고 등이 있었다. 전체 구조는 모서리가 나침반의 주요 방향을 향하도록 배열되었다.
우르남무는 또한 나람신의 성벽 선에 따라 도시의 성벽을 재건했다. 이 시기 및 그 직후 시기 신전의 일반적인 특징을 복원하는 작업은 점토판 조각에 그려진 스케치 지도 발견으로 크게 용이해졌다. 이 스케치 지도는 샤트 알닐 운하 동쪽 도시의 한 구역을 나타낸다. 이 구역은 자체 성벽으로 둘러싸여 있었는데, 도시 속의 도시를 형성하며 불규칙한 사각형 모양이었고, 각 변은 대략 820미터 길이였으며, 다른 구역과 북쪽 및 동쪽 시골 지역과는 사방의 운하로 분리되어 있었고, 성벽을 따라 넓은 부두가 있었다. 더 작은 운하가 이 도시 구역 자체를 두 부분으로 나누었다. 남동쪽 부분의 중앙에는 신전이 있었고, 북서쪽 부분의 샤트 알닐을 따라 두 개의 큰 창고가 표시되어 있다. 이 계획에 따르면 실제 신전은 바깥쪽과 안쪽 뜰로 구성되어 있었고, 각각 약 8 ac (32,000 m2) 면적이었으며 이중 성벽으로 둘러싸여 있었고, 안쪽 뜰의 북서쪽 가장자리에는 지구라트가 있었다.
우르 제3왕조의 통치자 슈신은 그의 연명에 언급된 시마눔을 파괴한 후, 그 전쟁의 포로들을 니푸르 근처에 정착시켰고, 그곳을 시마눔(때때로 E-슈-수에누라고도 불림)이라고 불렀다. 포로 처리에 대한 이러한 관행은 기원전 1천년까지 계속되었다.
신전은 이후 여러 왕조의 왕들에 의해 계속해서 건축되거나 재건되었는데, 이는 우르와 이신의 여러 왕조 왕들의 비문이 새겨진 벽돌과 봉헌물에서 나타난다. 엘람인들이 침략할 무렵 심하게 파괴된 것으로 보이는데, 해당 시기의 조각상, 봉헌 화병 등의 부서진 조각들이 이를 보여준다. 라르사의 왕 림신 1세는 자신을 "니푸르 땅의 목자"라고 칭했다. 기원전 2천년 초 함무라비 치세에 바빌로니아 제국이 수립되면서, 정치적 영향력의 중심뿐 아니라 종교적 영향력의 중심도 바빌론으로 이전되었고, 마르두크가 판테온의 주인이 되었으며, 엔릴의 많은 속성들이 그에게 이전되면서 엔릴의 신전인 에쿠르는 어느 정도 소홀해졌다.
이 도시는 바빌론의 통치자 삼수일루나 재위 29년경 제1해양 왕조의 초대 통치자인 일리-마-일루에 의해 점령되었다. 그 후 아비-에슈후가 티그리스강을 막은 지 5년 만에 되찾았다.

### 카시트 시대부터 사산조 시대까지
기원전 2천년 중반 직후, 카시트인 왕조 치하에서 에쿠르는 다시 옛 영광을 되찾았다. 이 왕조의 여러 군주들이 에쿠르를 건설하고 장식했으며, 그 시대의 통치자들로부터 수천 개의 비문이 그 기록 보관소에서 발견되었다. 에쿠르 안에 새로운 신전인 에쿠리기바라는 쿠리갈주 1세(기원전 1375년경)에 의해 건설되었다. 기원전 12세기 중반 이후 유프라테스강의 물길이 바뀌면서 또 다른 오랜 기간 동안 상대적인 방치 상태가 이어졌지만, 물이 다시 흐르고 기원전 8세기 말 아시리아 왕 사르곤 2세에 의해 바빌로니아가 정복되면서 다시 건축 비문이 나타났고, 기원전 7세기 중반 아슈르바니팔 치하에서는 에쿠르가 이전보다 더 화려하게 복원되었으며, 이 시기의 지구라트는 58x39미터였다. 신아시리아 제국의 몰락 이후 에쿠르는 점차 쇠퇴한 것으로 보이며, 최종적으로 셀레우코스 제국 시대에는 고대 신전이 요새로 변모했다(고대 그리스어: Νιππούρ, Nippoúr). 고대 테라스 가장자리에 거대한 성벽이 세워지고, 신전 안뜰은 집과 거리로 채워졌으며, 지구라트 자체도 기이하게 십자형으로 지어져 요새의 아크로폴리스로 개조되었다. 이 요새는 서기 250년경 파르티아 시대 말기까지 점령되고 계속해서 건설되었지만, 뒤이은 사산조 통치 하에 차례로 쇠퇴했다.

### 이슬람 시대의 폐기
니푸르는 이슬람 시대에도 사람이 살았으며, 초기 무슬림 지리학자들에 의해 니파르(Niffar)라는 이름으로 언급된다. 이곳은 나르세스(Narses)가 건설했다고 알려진 나흐르 안-나르스(Nahr an-Nars) 운하에 위치했다. 그러나 800년대 후반에 이르러 지리학자들은 더 이상 니푸르를 언급하지 않는데, 이는 당시 도시가 쇠퇴했음을 나타낸다. 이는 이라크 전역, 특히 남부에서 인프라의 노후화와 정치적 폭력으로 인해 광대한 지역이 완전히 버려지면서 나타난 정착지 쇠퇴의 광범위한 일환이었다. 그러나 니푸르는 900년대 후반, 동방교회의 주교좌가 북서쪽의 닐 시로 이전될 때까지 기독교 주교구 소재지로 남아 있었다. 유적지에서 발견된 유약하에 스크래피토 그림이 있는 도자기는 10세기 말 이전에는 많이 사용되지 않았으므로, 니푸르 자체는 그 이후까지도 점령되었을 수 있다. 1200년대 초 야쿳 알하마위 시대에는 니푸르가 확실히 버려졌지만, 야쿳은 여전히 그 유적지를 유명한 장소로 인식했다.
이 언덕들의 윗부분에서는 아랍 시대 초부터 서기 10세기까지 거슬러 올라가는 상당한 규모의 유대인 마을이 발견되었는데, 그 집들에서는 수많은 아람어 주술 그릇들이 발견되었다. 그러나 니푸르에서 발견된 페르시아 문서에 나타나는 유대인 이름들은 그 도시에서의 유대인 정착이 실제로는 훨씬 더 이전 시기부터 시작되었음을 보여준다.

## 고고학

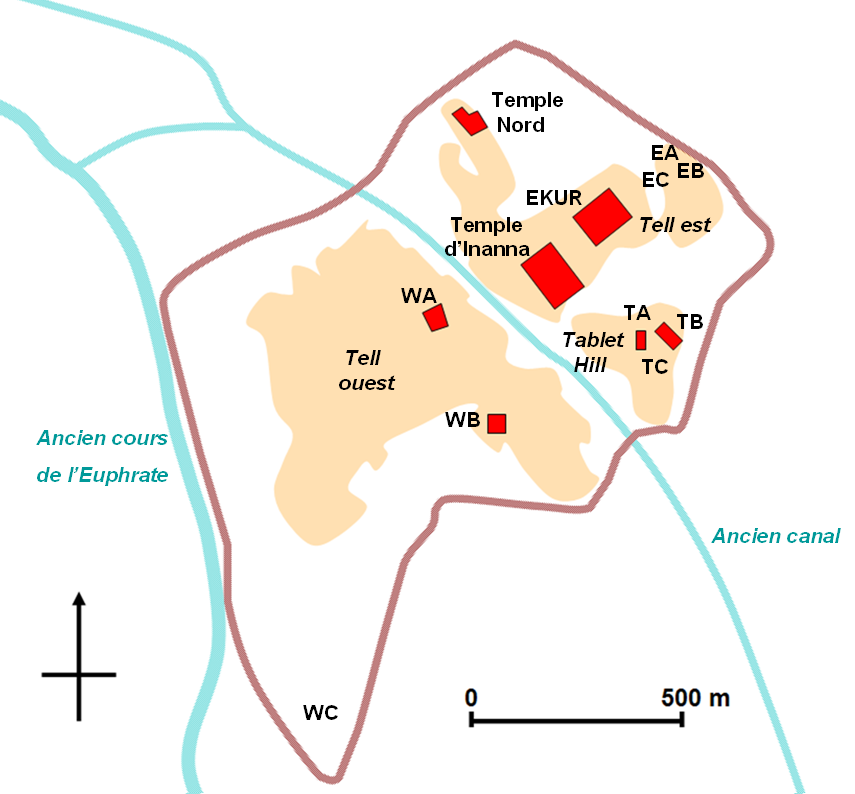
프랑스어로 된 유적지 지도

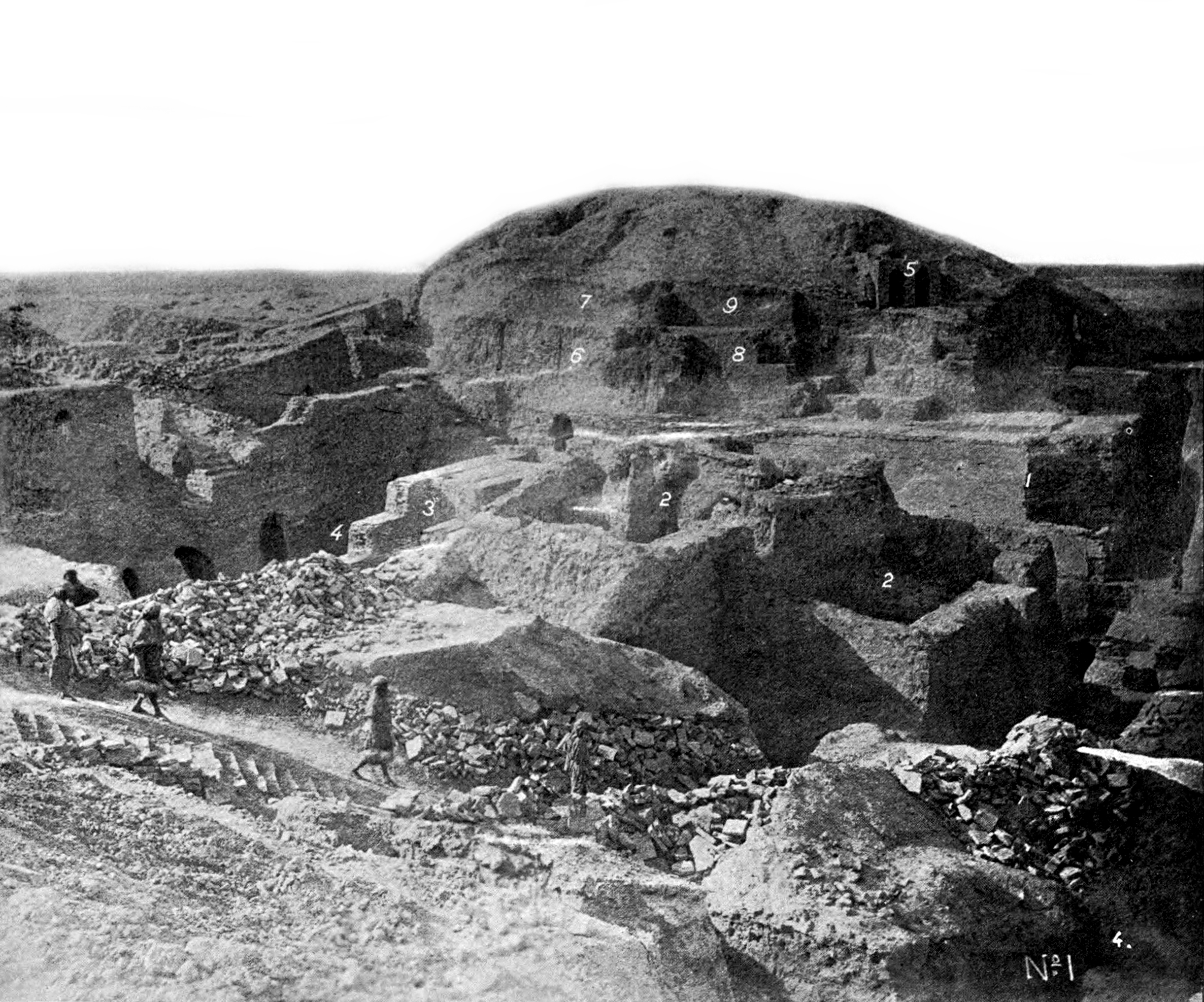
니푸르, 벨 신전 발굴, 1896년.

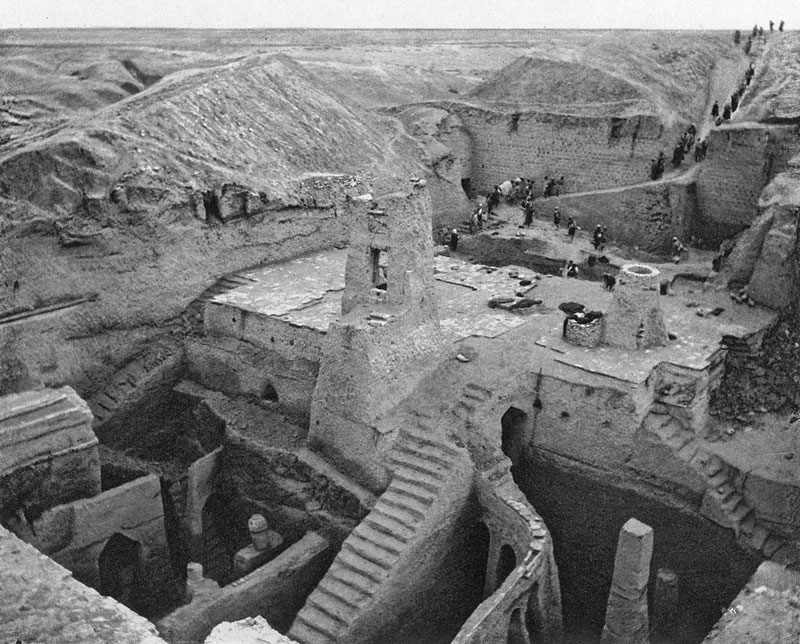
니푸르 발굴, 1893년.

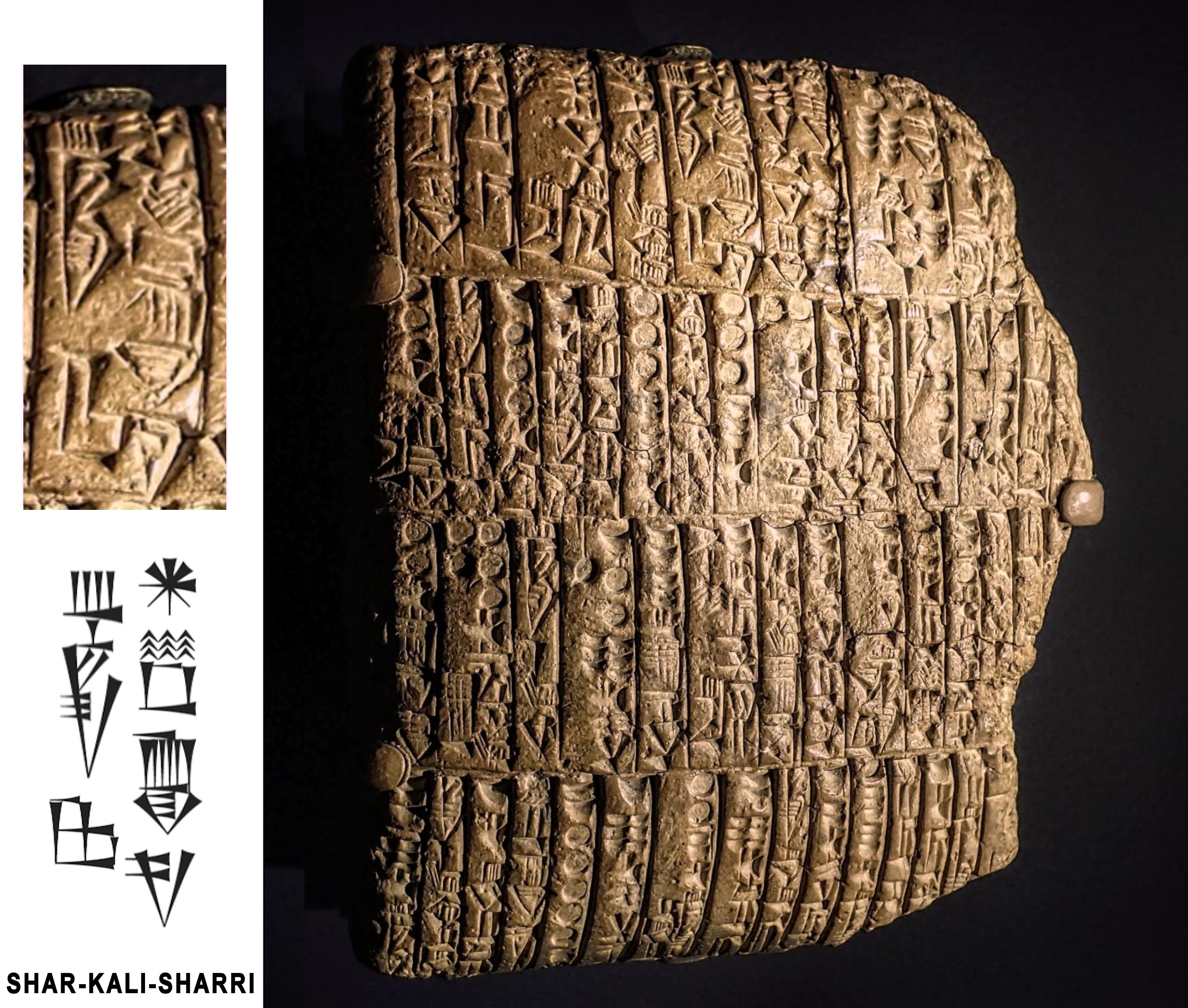
니푸르에서 발견된 샤르칼리샤리 이름이 새겨진 쐐기 문자 점토판, 기원전 2300-2100년.

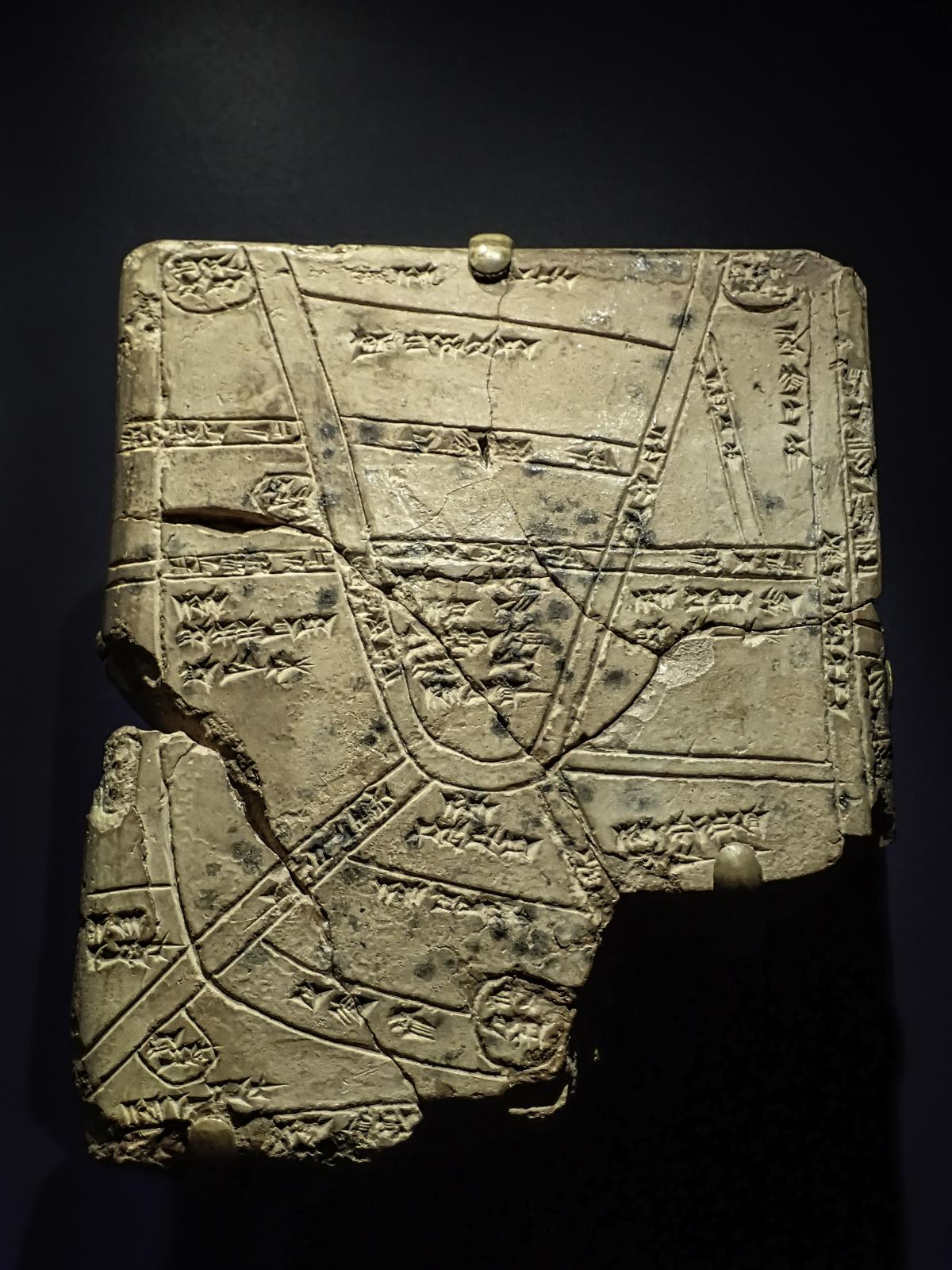
니푸르에서 발견된 카시트인 시대의 지도 쐐기 문자 바빌로니아 점토판, 기원전 1550-1450년

니푸르는 샤트 알닐 운하의 고대 강변 양쪽에 위치했는데, 이 운하는 유프라테스강의 초기 물줄기 중 하나로, 현재 강변과 티그리스강 사이에 위치하며 바그다드에서 남동쪽으로 약 160km 떨어져 있다. 운하 바닥은 유적지를 동쪽 언덕과 서쪽 언덕으로 나눈다. 아랍인들에게는 누파르(Nuffar)로 알려진 거대한 유적지 복합체로, 초기 탐험가들은 니퍼(Niffer)로 표기했으며, 옛 샤트 알닐 운하(아라하트)의 마른 강바닥에 의해 두 개의 주요 부분으로 나뉘어 있다. 이 유적지 중 가장 높은 지점은 운하 바닥 북동쪽에 있는 원뿔형 언덕으로, 주변 평원보다 약 30미터 높이 솟아 있으며, 아랍인들은 이를 빈트 엘-아미르(Bint el-Amir) 또는 "왕자의 딸"이라고 부른다. 이 유적지는 우르 제3왕조 시대와 카시트 시대에 최대 130헥타르에 달했다.
니푸르는 1851년 오스틴 헨리 레이어드 경에 의해 처음으로 간략하게 발굴되었다. 본격적인 발굴은 펜실베이니아 대학교 탐사대에 의해 시작되었다. 이 작업은 1889년에서 1900년 사이에 네 번의 발굴 시즌을 포함했으며, 존 퍼넷 피터스, 존 헨리 헤인즈, 그리고 헤르만 볼라트 힐프레히트가 주도했다. 신전 언덕 남동쪽에 위치한 "타블렛 언덕"이라는 작은 언덕(평균 높이 약 7.5미터, 면적 52제곱미터)에서 수천 개의 점토판이 발견되었다. 세계에서 가장 초기의 예 중 하나인 참아치도 발견되었다. 파르티아층에서는 카시트 시대의 유리로 만든 봉헌용 도끼 조각이 담긴 상자가 발견되었다. 쿠리갈주 2세를 포함한 몇몇 후기 카시트 통치자들이 나타나 있다.
니푸르는 1948년부터 1990년까지 시카고 동양학연구소 팀에 의해 19개 시즌 동안 발굴되었으며, 때로는 펜실베이니아 대학교 고고학 인류학 박물관과 미국 동양학 연구학교도 참여했다. 이 노력의 일부는 펜실베이니아 대학교 발굴에서 나온 많은 양의 고고학적 폐기물을 제거하는 것을 포함했다. 그 과정에서 초기 왕조 시대 그릇, 쐐기 문자 점토판, 벽돌 도장이 발견되었다. 이슈타르 신전과 에쿠르 신전에서 술기와 우르남무의 조각상이 있는 기초 매장물이 발견되었다. 초기 왕조 시대에 시작된 이슈타르 신전은 완전히 발굴되었다. 그 이후 겹겹이 쌓인 새로운 형태의 신전은 파르티아 시대까지 이어졌다. 발견된 유물로는 카시트 왕 샤가락티슈리아시의 4년차로 추정되는 점토판, 우르 제3왕조 왕 술기의 44년차로 추정되는 점토판, 그리고 인더스 계곡의 인장 도장이 있다. 1977년에는 심하게 약탈당하고 있던 인근 움 알-하프리야트(Umm al-Hafriyat) 유적지를 잠시 발굴했다. 그곳에서 발견된 사르곤 시대 점토판들은 그 유적지의 고대 이름이 마쉬칸-일리-아카데였다는 것을 시사한다. 현재 발굴 보고서가 출판되고 있다.
니푸르에서 작업을 재개하기 위한 예비 노력은 맥과이어 깁슨의 지휘 아래 2018년에 시작되었다. 2019년 4월 압바스 알리자데의 지휘 아래 니푸르에서 발굴 작업이 시작되었다. 니푸르에서의 초기 작업은 주요 파르티아 시대 건물과 작은 후기 사산 시대 주택에 초점을 맞췄다. 드레힘(Dlehim)과 드레헴(Drehem)에서도 발굴 허가가 떨어졌다. 2022년 11월에 21번째 시즌 발굴이 시작되어 두 달간 진행되었다. 인근 드레헴에서 작업이 시작되었으나, 약탈 방지를 위해 먼저 경찰서를 설치해야 한다는 당국의 결정에 따라 중단되었다. 이후 파르티아 시대 건물로 작업이 다시 돌아갔다.

### 지구라트
우르남무의 지구라트에 대한 광범위한 발굴 정보가 기록되어 있다. 전체적으로 지구라트 유적은 높이 25미터, 직사각형 기단은 39미터 x 58미터이며, 마른 벽돌 3단계로 구성되어 있고, 역청으로 고정된 가마에서 구운 벽돌로 마감되어 있다. 지구라트의 북쪽 모퉁이는 자북에서 동쪽으로 12도 방향을 가리킨다. 건축 구조와 재료는 균일하며, 작은 비소성 벽돌로 만들어졌고, 다양한 방식으로 쌓았다: 첫 번째 벽돌 층은 평평한 면이 바깥쪽을 향하도록 가장자리에 놓였고, 두 번째 층은 끝이 바깥쪽을 향하도록 가장자리에 놓였고, 세 번째 층은 가장자리가 바깥쪽을 향하도록 평평한 면에 놓였다.
지구라트에는 배수 시스템이 포함되어 있다. 지구라트의 상단 표면에는 세 개의 입면 중간에 물 배수관이 있다. 너비 1미터, 깊이 3미터의 구운 벽돌로 지어졌으며, 배수관 바닥 주변에는 역청 회반죽이 있어 물이 빠져나가도록 바깥쪽으로 경사져 있다.
포장도로는 지구라트에서 십자형으로 뻗어 있으며, 정사각형 모양의 큰 벽돌로 이루어져 있고, 토기 조각이 점토를 고정하는 데 사용되었다. 이 포장도로는 지구라트 기초 아래 2.4미터, 지구라트에서 12미터 떨어진 곳까지 이어지며, 지구라트의 가장 낮은 단계와 연결되어 지구라트 기초를 비로부터 보호한다.

### 엔릴 신전
지구라트 북동쪽에 위치한 엔릴 신전이 발굴되었다. 엔릴 신전의 지형도가 작성되었다. 층서학적 발굴을 통해 신전의 연대기가 구성될 수 있었다. 우르 제3왕조 시대로 거슬러 올라가는 신전은 우르남무에 의해 건설되었고, 수세기 동안 니푸르를 통치했던 왕들에 의해 복원되고 재건되었다.
엔릴 신전은 우르 제3왕조 이후에 재건되었으므로, 제공된 건축 정보는 우르 제3왕조 시대의 유적을 기반으로 한다. 직사각형 신전은 약 45x21미터 크기였으며, 북동쪽 벽에 입구 하나, 남서쪽 벽에 입구 하나가 있었다. 바닥은 37cm 크기의 구운 벽돌로 포장되어 있었다. 포장된 바닥 아래에 1.3미터 높이의 2개의 하부 구조물이 건설되었다. 두께가 3.35미터에서 3.95미터에 이르는 벽은 짚을 섞은 비소성 벽돌과 진흙 모르타르로 건설되었다. 창문에 대한 표시는 없었고 바닥 높이 위의 벽은 보존되지 않았지만 엔릴 신전에는 추가 조명을 위해 창문이 필요했다. 벽의 가능한 높이는 하부 구조물의 3배인 13.2미터였다. 지붕의 잔해는 남아 있지 않지만, 서까래와 갈대가 먼저 덮여 있었고, 그 위에 짚을 섞은 다져진 흙이 층을 이루었을 것이다.
우르 제3왕조 시대 엔릴 신전의 평면도에 따르면, 각각 2개의 작은 방과 더 넓은 출입구(2.40m, 일반 출입구는 1.45m)로 연결된 2개의 셀라와 2개의 부속실이 있었다. 셀라(13호실)와 다른 셀라(18호실)에 인접한 작은 방(16, 17호실)의 화재 증거, 그리고 우르 제3왕조 시대 엔릴 신전 주변의 비문들은 모두 엔릴 신전의 목적이 인접한 지구라트의 신들에게 음식을 제공하는 '주방 신전'으로서 음식 준비가 가능했음을 시사한다. 그 외에 엔릴 신전은 신들이 즉위하는 단상이 있는 곳을 보여주지 않았다. 따라서 엔릴 신전은 숭배를 위한 것이 아니었다. 그러나 신성한 식사와 관련된 종교 의식, 아마도 제사는 우르 제3왕조 시대 엔릴 신전의 목적이 될 수 있었을 것이다.

### 굴라 신전
1990년 동양학 연구소 발굴팀은 WA 지역의 한 건물을 치료의 여신이자 닌우르타의 배우자인 굴라의 신전으로 확인했다. 신전의 가장 초기 건설은 이신-라르사 시대에 이루어졌으며, 카시트, 신아시리아, 신바빌로니아 시대에 대규모 재건축이 있었다. 닌우르타의 사라진 신전이 근처에 있을 것으로 추정된다.

### 무라슈 문서
신전 거의 맞은편에서 큰 궁전이 발굴되었는데, 이는 셀레우코스 시대로 보이는 건물이었고, 이 부근과 이 언덕 남쪽에서는 카시트 시대의 신전 문서와 아케메네스 제국 시대의 상업 문서 등 다양한 시대의 수많은 명판들이 발굴되었다. 후자는 정부의 상업 대리인인 무라슈 가문의 "장부와 서류"로, 아케메네스 시대의 도시 상황과 국가 행정을 밝혀준다. 이 명판들은 기원전 454년에서 기원전 404년 사이의 것으로, 대부분은 기원전 440년에서 기원전 414년 사이의 것이다. 이 문서는 계약의 3분의 1이 비바빌로니아 이름을 묘사하는 등 다양한 인구 구성을 반영한다. 최소 세 대에 걸쳐 지속된 무라슈 가문은 페르시아 총독, 귀족, 군인에게 할인된 가격으로 주어졌을 가능성이 높은 광대한 농지를 임대하는 사업을 통해 이윤을 창출했으며, 소유자들은 적당한 수익에 만족했을 것이다. 이 사업은 이 땅을 더 작은 구획으로 세분하여 원주민 농부와 최근에 정착한 외국인에게 수익성 있는 수수료를 받고 경작하도록 했다. 무라슈 가문은 땅을 임대하고 세분한 다음 작은 구획을 재임대하거나 빌려주며 단순히 중개자 역할을 했다. 이를 통해 임대료와 그 해 미래 농작물 수확량에 해당하는 누적 신용의 일정 비율로 이익을 얻었으며, 필요한 농기구, 관개 수단 공급, 세금 납부도 담당했다. 기원전 423/422년에 무라슈 가문은 "약 20,000kg 또는 20,000세켈의 은"을 벌어들였다. "무라슈 가문의 활동은 국가 경제에 파멸적인 영향을 미쳤고, 결국 지주들의 파산으로 이어졌다. 처음에는 무라슈 가문이 지주들에게 돈을 빌려주었지만, 몇십 년 후에는 점차 지주들의 자리를 차지하기 시작했고, 땅은 그들의 손에 집중되기 시작했다."

### TA 유적지

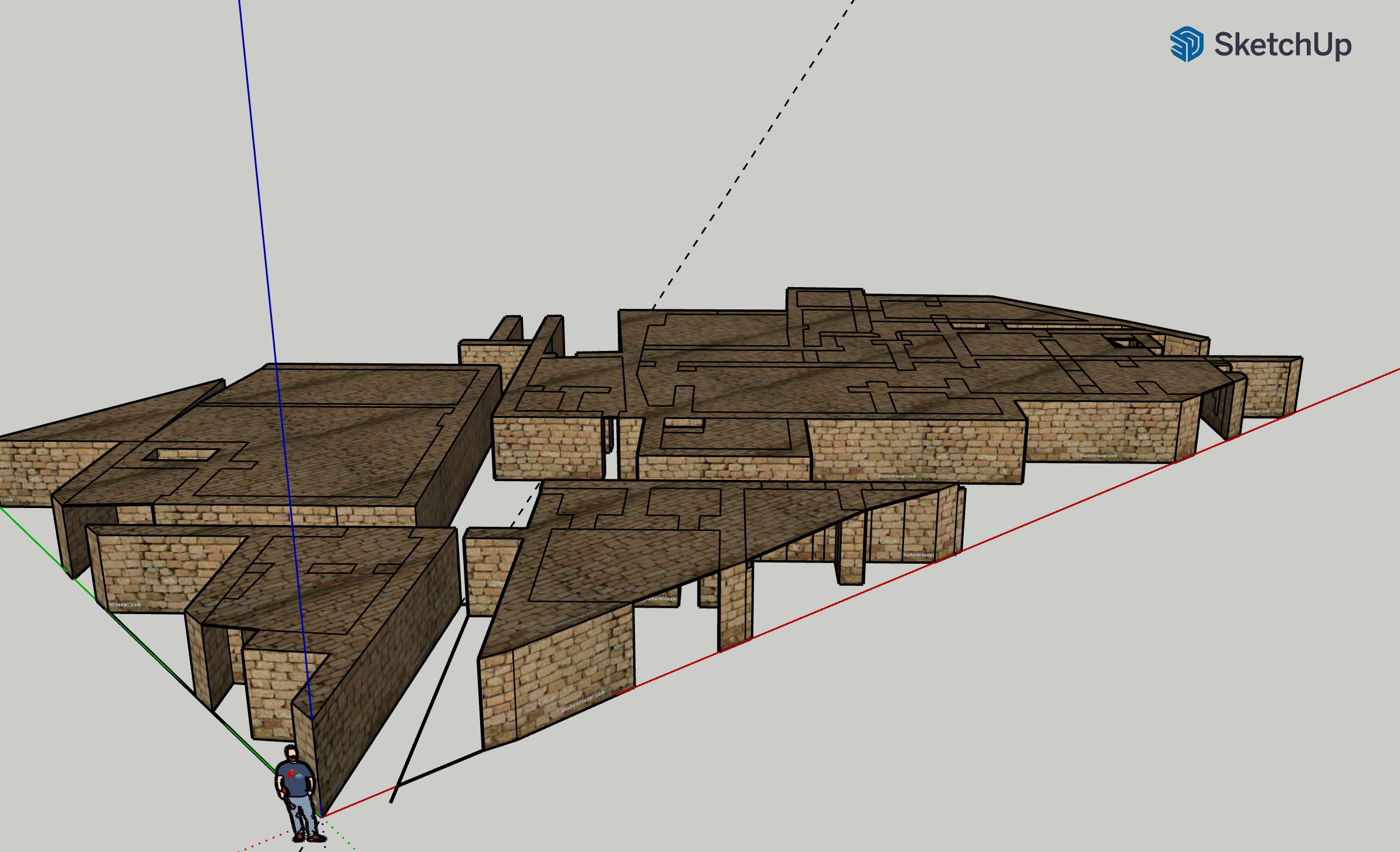
Akitalwt의 TA 유적지 3D 재구성

TA 유적지는 니푸르의 타블렛 언덕에 위치한 20m × 40m 면적의 지역이다. 이곳은 1948년부터 1952년 사이에 건설되었으며, 기원전 1739년 경제 위기로 인해 부분적으로 버려지고 기원전 1720년에 완전히 비워졌다. 당시 이곳은 주거 건물과 일부 작은 공공 인프라를 갖춘 소규모 공동체 역할을 했다. TA는 전체적으로 작은 크기의 불규칙한 건물들로 가득 차 있으며 하나의 공동체를 형성한다. TA에서 발견된 집들은 일반적으로 단층으로, 그 시기의 일반적인 특징이다. 단 세 채의 집만이 윗층으로 가는 계단을 가지고 있지만, 이것은 2층이 아닌 옥상층으로 간주된다.
TA 유적지에서 총 1,591개의 점토판이 발견되었다. 점토판에서 발견된 텍스트 유형은 개인 문서와 교육 자료의 두 가지 주요 범주로 나뉘며, TA는 주거 지역으로 간주된다. TA의 대부분의 주택은 주거용 주택이며, 단 한 채의 주택(F 주택)만이 필경사 학교로 간주되는데, 이 결론은 F 주택에서 1,407개라는 상당한 양의 점토판이 발견되었기 때문이다. 또한 일부 주택에서 유기 물질이 발견되었으므로 가축 사육도 있었을 수 있다. 또한, 점토판의 내용으로 미루어 보아 TA는 소규모 개인 소유주의 소유였을 것으로 추정된다.

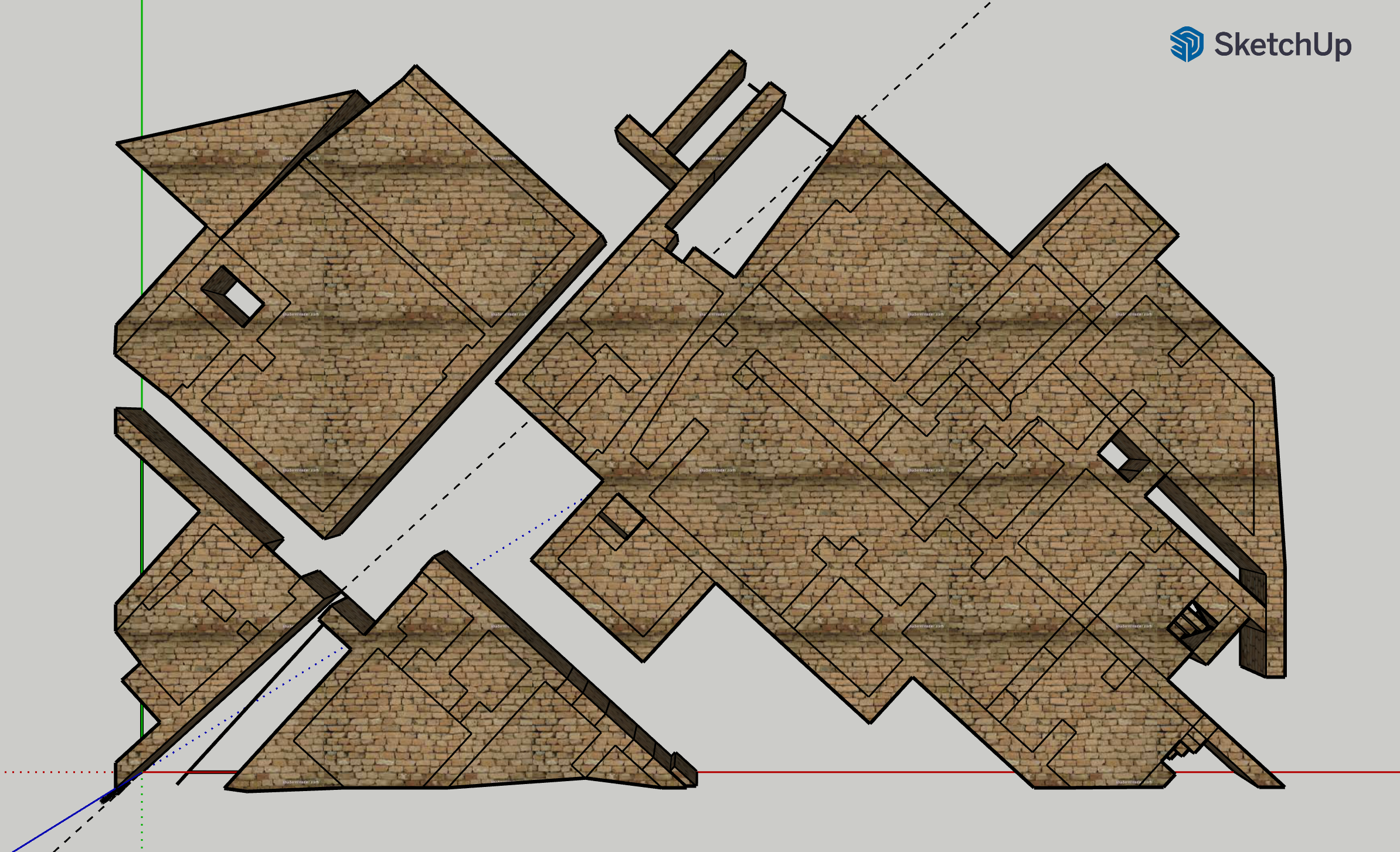
Akitalwt의 TA 유적지 3D 재구성

### 이슈타르 신전
이슈타르(두란키의 이슈타르) 신전은 메소포타미아의 역사적인 랜드마크이다. 이 신전은 우르 왕조에서 종교적인 요소였지만, 신전과 관련된 많은 정치적, 사회적 문제들이 있었다. 니푸르 신전 유적지 발견으로 이어진 발굴은 1952년 도널드 맥카운에 의해 수행되었다. 신전은 그 후 1954년부터 1958년까지 발굴되어 초기 왕조 시대 II기 수준에 도달했다. 1960-1961년에는 초기 왕조 시대 I기(동일한 계획의 대형 건물 포함)와 젬데트 나스르 및 우루크 시대(개인 주택) 수준에 도달했다. 발견된 유물 중에는 아카드 제국의 통치자 나람신의 철퇴머리가 있었는데, 이는 그가 신전을 재건했음을 나타낸다. 발굴 과정에서 팀은 의도치 않게 작업 진행에 어려움을 겪었다. 발굴자들은 마치 구운 벽돌 포장처럼 보이는 표면에 도달했다. 특히 이 사건은 팀에 많은 흥미를 불러일으켰고, 더 나아가 방으로 보이는 곳에 도달했다. 더 깊이 파고들자 비문이 있는 방을 발견했는데, 이는 이 건물이 우르 제3왕조의 두 번째 왕인 술기에 의해 건설된 신전임을 시사했다. 그러나 신전의 건축 계획은 건물의 층을 통해 더 잘 설명된다. 발굴 과정에서 건물에는 23개 층이 있었다는 점이 주목되었다. 발굴자들은 23개 층 각각이 다른 목적을 가지고 있음을 밝혀냈다. 예를 들어, 레벨 VIII-VII은 신전의 종교 활동에 사용된 조각상과 우상과 관련이 있었다. 신전 외부에서는 발굴자들이 신전의 종교 활동을 지원하는 벽감으로 특징지어진다는 것을 발견했다. 벽감에는 신전의 가르침에 관한 문학이 새겨진 특별한 명판이 있었다. 이슈타르 신전은 우르 왕조에서 상당한 정치적 영향력을 가졌다. 술기와 많은 후대 왕들의 지원을 받아 건설되었으며, 왕조의 지도력을 관리하는 발판으로 사용되었다. 신전에는 왕조의 통치하는 왕에게 책임이 있는 특정 행정 단위가 있었다. 이는 신전의 최고 여신인 이슈타르가 권력과 관련이 있었기 때문일 수 있다. 왕들은 이슈타르 여신이 정치 문제에 영향을 미칠 힘이 있다고 믿었으며, 이는 신전의 중요성과 왕조 전반에 걸친 오랜 인기를 설명한다.

## 같이 보기

### 드레헴
드레헴(Drehem) 또는 고대 푸즈리시-다간, 때로는 니푸르의 교외라고도 불리며, 우르 제3왕조 시대의 이른바 재분배 센터 중 가장 잘 알려진 도시이다. 니푸르에서 남쪽으로 약 10킬로미터 떨어져 있다. 수천 개의 쐐기 문자 점토판에 의해 증명되듯이, 국가의 가축(소, 양, 염소)은 드레헴에 집중되어 신전, 관리, 그리고 수메르의 왕궁으로 재분배되었다. 인근 니푸르의 신전들이 가축의 주요 목적지였다. 이 도시는 우르의 왕 술기에 의해 건설되었다. 일부 쐐기 문자 기록 보관소는 토론토의 로열 온타리오 박물관에 소장되어 있다.

### 텔 드레힘
인근 유적지인 드레힘(Dulaihim, Delehem, Dlehem, Dlihim)은 면적이 약 40헥타르이며, 동서로 고대 폭 50미터의 운하 바닥에 의해 분리되어 있으며, 현재 높이는 2.5미터로 묘사된다. 니푸르에서 남쪽으로 약 21킬로미터, 드레헴에서 남쪽으로 약 10킬로미터 떨어져 있다. 이 유적지는 1889년 존 퍼넷 피터스가, 1903년에는 (드레헴이라고 믿으며) 에드거 제임스 뱅크스가 방문했다. 1925년 레이몬드 P. 도허티가 미국 동양학 연구학교를 대표하여 처음으로 (드레헴과 함께) 조사했다. 당시 언덕은 평원 위로 25피트 솟아 있었고, 구운 벽돌과 부싯돌 톱날 외에는 특별한 점이 없었다. 현대에는 1988년 도쿄 고쿠시칸 대학교의 후지 H.에 의해 조사되었다. 고고학 초기에는 종종 인근 드레헴과 혼동되었다. 면적은 36헥타르이며 우르 제3왕조 시대에 점유되었다. 이 유적지는 고대 투말 (투말 비문의 출처로 추정됨)의 위치로 제안되었다. 투말은 우르 제3왕조 시대에 주요한 정치적 역할을 했다. 2016년 카디스(QADIS) 조사 프로젝트는 이 유적지에 대한 공중 및 지표 조사를 수행했다. 우르 제3왕조 통치자 아마르신의 벽돌 네 개(세 개는 나중에 배수로에 재사용되었고, 하나는 신전 지역에서 발견됨)가 이 유적지에서 발견되었다. 드론 비행과 지표 조사를 통해 중앙 테라스가 있는 타원형 신전을 포함한 우르 제3왕조 시대 건물들의 확장된 흔적이 감지되었다. 현대 군사 방벽의 존재도 확인되었다. 카디스 조사는 이미지 및 사운딩을 통해 이 유적지에 150미터 x 80미터 크기의 항구가 있었음을 확인했다. 2019년 시카고 동양학연구소는 드레힘 발굴 허가를 받았으며 2022년에 예비 발굴이 시작되었다.

### 텔 와레시 2
텔 와레시 2(Tell Waresh 2) 유적지(처음에는 텔 힌디에서 북서쪽으로 약 1킬로미터 떨어져 있어 텔 힌디2로 불렸고, 나중에 남서쪽으로 3킬로미터 떨어진 툴룰 웨리쉬의 이름을 따서 명명됨)는 니푸르에서 북동쪽으로 12킬로미터 떨어져 있으며(UTM 38 S 532261.73m E, 3561401.12m N) 1990년 무함마드 야흐야 라드히가 이라크 고대유물유산청을 대표하여 구제 발굴을 수행했다. 이는 주 배수 운하 프로젝트 발굴에 대한 여러 구제 발굴 중 하나였다. 이 유적지에서는 건물 윤곽과 표면에 많은 유물이 발견되었다. 유물은 이신-라르사 시대의 것으로, 테라코타 판, 소형 조각상, 점토 인장, 원통형 인장, 그리고 주로 법률 문서인 여러 쐐기 문자 점토판이 포함되었다. 이 중 가장 눈에 띄는 것은 점토 항아리에서 발견된 29개의 점토판으로, 라르사의 네 통치자, 아비-사레, 수무-엘, 누르-아다드, 그리고 신이딘남의 연명이 포함되어 있었다(기원전 1785년에서 기원전 1778년까지). 동일한 팀이 2019년에 이 지역에 대한 더 큰 조사 프로젝트의 일환으로 이 유적지를 다시 방문하여 지리 참조 데이터를 얻었다. 최종 보고서는 현재 진행 중이다.

## 같이 보기
- 고대 근동의 도시들
- 근동의 고대사 연대학
- 신들의 정원 (수메르 낙원)
- 루디기라
- 두르-아비-에슈후

## 내용주
1. ↑  I. E. S. Edwards, C. J. Gadd, N. G. L. Hammond, The Cambridge Ancient History: Prolegomena & Prehistory: Vol. 1, Part 1, Cambridge University Press, 1970 ISBN 9780521070515
2. ↑  Jacobsen, T., "The Assumed Conflict between Sumerians and Semites in Early Mesopotamian History", Journal of the American Oriental Society 59/4, pp. 485–495, 1939
3. ↑  Robson, Eleanor (2015), “Ninurta, god of victory”, 《Nimrud: Materialities of Assyrian Knowledge Production》 (Open Richly Annotated Cuneiform Corpus, UK Higher Education Academy)
4. ↑  Black, Jeremy; Green, Anthony (1992), 《Gods, Demons and Symbols of Ancient Mesopotamia: An Illustrated Dictionary》, Austin, Texas: University of Texas Press, 142쪽, ISBN 0714117056
5. ↑  Jean-Jacques Glassner, Mesopotamian Chronicles, Brill Academic, 2005, ISBN 90-04-13084-5
6. ↑  “Indus carnelian bead found in Nippur Mesopotamia”. 《www.metmuseum.org》.
7. ↑  Steinkeller, Piotr, "Corvée Labor in Ur III Times", From the 21st Century B.C. to the 21st Century A.D.: Proceedings of the International Conference on Neo-Sumerian Studies Held in Madrid, 22–24 July 2010, edited by Steven J. Garfinkle and Manuel Molina, University Park, USA: Penn State University Press, pp. 347-424, 2013
8. ↑  Jonathan S. Tenney, "The Elevation of Marduk Revisited: Festivals and Sacrifices at Nippur during the High Kassite Period", Journal of Cuneiform Studies, vol. 68, pp. 153–80, 2016
9. ↑  Béranger, Marine, "Dur-Abi-ešuh and the Abandonment of Nippur During the Late Old Babylonian Period: A Historical Survey", Journal of Cuneiform Studies 75.1, pp. 27-47, 2023
10. ↑  Boivin, Odette, "A political history of the Sealand kingdom", The First Dynasty of the Sealand in Mesopotamia, Berlin, Boston: De Gruyter, pp. 86-125, 2018
11. ↑  Bartelmus, A. (2010): Restoring the past. A historical analysis of the royal temple building inscriptions from the
Kassite Period, Kaskal 7, 143–171.
12. ↑  Mark Altaweel and Carrie Hritz, Assyrians in Nippur, pp. 41-62 in Studies in Ancient Oriental Civilization 71, Chicago: The Oriental Institute, 2021 ISBN 978-1-61491-063-3
13. ↑  Cole, S. W., "Nippur in Late Assyrian Times (c. 755–612 BC).", State Archives of Assyria Studies, vol. 4, Helsinki, 1996 ISBN 9514572866
14. ↑  Adams 236
15. ↑  Adams 215-225
16. ↑  Adams 236-237
17. ↑   Montgomery, James A., "Aramaic Incantation Texts from Nippur", Philadelphia: Univ. of Pennsylvania Museum, 1913
18. ↑  Michael David Coogan, Life in the Diaspora: Jews at Nippur in the Fifth Century B.C., The Biblical Archaeologist, vol. 37, no. 1, pp. 6-12 (Mar., 1974)
19. ↑   Austen H. Layard, Harper, "Discoveries among the Ruins of Nineveh and Babylon; with Travels in Armenia, Kurdistan, and the Desert: Being the Result of a Second Expedition Undertaken for the Trustees of the British Museum", New York : Putnam, 1856 (also in reprint by Kessinger Publishing, 2007, ISBN 0-548-16028-7)
20. 1 2  Nippur, or Explorations and Adventures on the Euphrates; the narrative of the University of Pennsylvania expedition to Babylonia in the years 1888-1921, Volume 1, John Punnett Peters, G. P. Putnam's Sons, 1897
21. ↑  Nippur, or Explorations and Adventures on the Euphrates; the narrative of the University of Pennsylvania expedition to Babylonia in the years 1888-1921 -, Volume 2, John Punnett Peters, G. P. Putnam's Sons, 1897
22. ↑  Explorations in Bible Lands during the 19th Century, H.V. Hilprecht, 1903
23. ↑   Fisher, Clarence Stanley, Excavations at Nippur: plans, details, and photographs of the buildings, with numerous objects found in them during the excavations of 1889, 1890, 1893-1896, 1899-1900: v. 1: Topography and city walls, Philadelphia: Department of Archaeology of University of Pennsylvania, 1905
24. ↑  Fisher, Clarence Stanley, Excavations at Nippur: plans, details, and photographs of the buildings, with numerous objects found in them during the excavations of 1889, 1890, 1893-1896, 1899-1900: v. 2: The Fortress, Philadelphia: Department of Archaeology of the University of Pennsylvania, 1907
25. ↑   John P. Peters, The Nippur Library, Journal of the American Oriental Society, vol. 26, pp. 145–164, 1905
26. ↑  John P. Peters, University of Pennsylvania Excavations at Nippur. II. The Nippur Arch, The American Journal of Archaeology and of the History of the Fine Arts, vol. 10, no. 3, pp. 352–368, (Jul. - Sep., 1895)
27. ↑   보관됨 2023-12-26 - 웨이백 머신 Fisher, C. S., "The Archaic Arch at Nippur", Transactions of the
Department of Archaeology, University of Pennsylvania, vol. 1, no. 3, pp. 1-9, 1905
28. ↑   Clayden, T., "Glass Axes of the Kassite Period from Nippur.", Zeitschrift für Orient-Archäologie, vol. 4, pp. 92–135, 2011
29. 1 2 3 4 5 6 7 8  Nippur I, Temple of Enlil, Scribal Quarter, and Soundings: Excavations of the Joint Expedition to Nippur of the University Museum of Philadelphia and the Oriental Institute of the University of Chicago, Donald E. McCown and Richard C. Haines, Oriental Institute Publication 78, 1967
30. ↑  Cuneiform Texts from Nippur: The Eighth and Ninth Seasons, Giorgio Buccellati and Robert D. Biggs, Oriental Institute Assyriological Studies 17, 1969
31. ↑   Knudstad, J. E., "A Preliminary Report on the 1966–1967 Excavations at Nippur.", Sumer, vol. 24, no. 1-2, pp. 95-106, 1968
32. ↑  McGuire Gibson et al., "Excavations at Nippur: Eleventh Season", Oriental Institute Communication 22, Chicago: The Oriental Institute, 1976 ISBN 978-0-22-662339-9
33. ↑  McGuire Gibson et al., "Excavations at Nippur: Twelfth Season", Oriental Institute Communication 23, Chicago: The Oriental Institute, 1978 ISBN 978-0-91-898622-1
34. ↑   Gibson, M. (1976). The Nippur Expedition. The Oriental Institute, 77, 22-28.
35. ↑   Gibson, M. (1982). Nippur under Assyrian Domination: 15th Season of Excavation, 1981-82. The Oriental Institute 1981–1982 Annual Report, 40-48
36. ↑  Nippur, Volume 2. The North Temple and Sounding E: Excavations of the Joint Expedition to Nippur of the American Schools of Oriental Research and the Oriental Institute of the University of Chicago, D. E. et al., Oriental Institute Publication 97, 1978, ISBN 0-918986-04-4
37. ↑  R. L. Zettler, "Nippur, Volume 3: Kassite Buildings in Area WC-1",Oriental Institute Publication 111, Chicago: The Oriental Institute, 1993 ISBN 0-918986-91-5
38. ↑  Nippur, Volume 4: The Early Neo-Babylonian Governor's Archive from Nippur, S. W. Cole, Oriental Institute Publication 114, 1996, ISBN 1-885923-03-1
39. ↑  Augusta McMahon, "Nippur V: The Area WF Sounding: The Early Dynastic to Akkadian Transition", Oriental Institute Publication 129, Chicago: The Oriental Institute, 2006 ISBN 1-885923-38-4
40. ↑  McGuire Gibson, James A. Armstrong and Augusta McMahon, "The City Walls of Nippur and an Islamic Site beyond: Oriental Institute Excavations, 17th Season, 1987", Iraq, vol. 60, pp. 11-44, 1998
41. ↑  Gibson, McGuire; McMahon, A. (1995), “Investigation of the Early Dynastic-Akkadian Transition: Report of the 18th and 19th Seasons of Excavation in Area WF, Nippur”, 《Iraq》 57: 1–39, doi:10.2307/4200399, JSTOR 4200399
42. ↑   Knudstad, J. E., "A Report on the 1964–1965 Excavations at Nippur.", Sumer, vol. 22, no 1-2, pp. 111–114, 1966
43. ↑   Haines, R. C., "The Latest Report on the Progress of the Excavations at Nippur", Sumer, vol. 11, iss. 2, pp. 107–109, 1955
44. ↑   McGuire Gibson, Nippur Regional Project: UMM AL-HAFRIYAT, The Oriental Institute Annual Report 1977/78
45. ↑  Mariani, Eleonora, "Early Bronze IV Pottery Assemblages from Umm AlHafriyat Southern Mesopotamia", Athar alrafedain 8.1, 2023
46. ↑  Biggs, R.D., "An Old Akkadian Literary Text from Umm al-Hafriyat", Festschrift Sjöberg ed. H. Behrens et al, Philadelphia: University Museum, pp. 33-36, 1989
47. ↑  Steinkeller, Piotr, "The Divine Rulers of Akkade and Ur: Toward a Definition of the Deification of Kings in Babylonia", History, Texts and Art in Early Babylonia: Three Essays, Berlin, Boston: De Gruyter, pp. 107-157, 2017
48. ↑  Markina, Ekaterina, "A Note on Sargonic mun. šà/mūšaqum", The Third Millennium, Brill, pp. 452-458, 2020
49. ↑   McGuire Gibson, "Individual Rewsearch", Institute for the Study of Ancient Cultures 2022–2023 Annual Report, 2023
50. ↑  , McGuire Gibson, Nippur Project, Oriental Institute 2017-2018 Annual Report
51. ↑   Abbas Alizadeh, "Nippur in the Age of COVID-19", Oriental Institute of Chicago - News and Notes - Winter/Spring 2022, pp. 20-21
52. 1 2  Alizadeh, Abbas (2020). 〈Nippur Expedition〉. 《The Oriental Institute 2019-20 Annual Report》 (PDF). 95–99쪽. ISBN 978-1-61491-055-8.
53. ↑  Centre, UNESCO World Heritage. “Nippur”. 《UNESCO World Heritage Centre》 (영어). 2022년 4월 13일에 확인함.
54. 1 2 3 4 5 6  Peters, John P. (1895). 《Some Recent Results of the University of Pennsylvania Excavations at Nippur, Especially of the Temple Hill》. 《The American Journal of Archaeology and of the History of the Fine Arts》 10. 13–46쪽. doi:10.2307/496511. ISSN 1540-5079. JSTOR 496511. S2CID 166129775.
55. ↑   McGuire Gibson, "Nippur, 1990: The Temple of Gula and a Glimpse of Things to Come", Oriental Institute Annual Report 1989-90, Chicago: Oriental Inst. Press, 1990
56. ↑   Schneider, Bernhard, "Nippur: City of Enlil and Ninurta", Naming and Mapping the Gods in the Ancient Mediterranean, pp. 745-762, 2022, ISBN 978-3-11-079649-0
57. ↑   Hilprecht, H.V, "Business Documents of Murashu and Sons of Nippur Dated to the Reign of Artaxerxes I", The Babylonian expedition of the University of Pennsylvania. Series A, Cuneiform texts, Volume 9, H Vollrat Hilprecht, ed., 1893
58. ↑  Albert T. Clay, "Business Documents of Murashu and Sons of Nippur Dated to the Reign of Darius II", The Babylonian expedition of the University of Pennsylvania. Series A, Cuneiform texts, Volume 10, H Vollrat Hilprecht, ed., 1893
59. ↑  DG Brinton (July 1898). 《Review of Business Documents of Murashu Sons, of Nippur by HV Hilprecht》. 《American Anthropologist》 11. JSTOR 658414.
60. ↑  Muhammad A. Dandamaev, Slavery In Babylonia, 1984, 2009, Northern Illinois University Press, DeKalb, Illinois. pp. 62–63.
61. ↑  Stolper, Matthew W., "Fifth Century Nippur: Texts of the Murašûs and from Their Surroundings", Journal of Cuneiform Studies, vol. 53, pp. 83–132, 2001
62. 1 2   E. C. Stone, Nippur Neighborhoods, Oriental Institute, Studies in Ancient Oriental Civilization, vol. 44, 1987, ISBN 0-918986-50-8
63. ↑   Haines, R. C., "A Report of the Excavations at Nippur during 1960-1961". Sumer, vol. 17, no. 1-2, pp. 67-70 + (6 plates), 1961
64. ↑  Sallaberger, W. (2019). The Cupbearer and the Cult-Priest in the Temple: External and Internal Cultic Practitioners in Early Bronze Age Mesopotamia. Journal of ancient near eastern religions, 19(1-2), 90-111.
65. ↑  Michalowski, P. (2021). The correspondence of the kings of Ur. In The Correspondence of the Kings of Ur. Penn State University Press.
66. ↑  Verderame, L. (2018). Slavery in third-millennium Mesopotamia: an overview of sources and studies. Journal of global slavery, 3(1-2), 13-40.
67. ↑  Barnard, B. E. (2020). Domesticated Partners: A New Analysis of a Sumerian Vessel. Metropolitan Museum Journal, 55(1), 91-99.
68. ↑  Garfinkle, S. J. (2022). The Kingdom of Ur. The Oxford History of the Ancient Near East: Volume II: Volume II: From the End of the Third Millennium BC to the Fall of Babylon, 121.
69. ↑   Markus Hilgert, Clemens D. Reichel, Cuneiform Texts from the Ur III Period in the Oriental Institute, Volume 2: Drehem Administrative Documents from the Reign of Amar-Suena, Oriental Institute Publications 121 Chicago: The Oriental Institute, 2003 ISBN 1-885923-24-4
70. ↑  Liu, Changyu, "The Female Fat-tailed Sheep in Palaeography and the Administration of Drehem during the Ur III Period", Archiv orientální 90.1, pp. 41-59, 2022
71. ↑   Banks, Edgar James, "Bismya; Or The Lost City of Adab: A Story of Adventure, of Exploration, and of Excavation Among the Ruins of the Oldest of the Buried Cities of Babylonia", GP Putnam's Sons, 1912
72. ↑  Dougherty, Raymond P. (1925). 《Searching for Ancient Remains in Lower 'Irâq: Report of an Archaeological Survey Made in Southern Babylonia during the First Quarter of 1926》 (PDF). 《The Annual of the American Schools of Oriental Research》 7. 1–93쪽. doi:10.2307/3768498. JSTOR 3768498.
73. ↑  Dougherty, Raymond P. (1926). 《An Archæological Survey in Southern Babylonia I》. 《Bulletin of the American Schools of Oriental Research》 23. 15–28쪽. doi:10.2307/1354958. JSTOR 1354958.
74. ↑  Anonymous, "Dlihim", Iraq 51, pp. 254–255, 1989
75. ↑  Marchetti, Nicolò, Al-Hussainy, Abbas, Benati, Giacomo, Luglio, Giampaolo, Scazzosi, Giulia, Valeri, Marco and Zaina, Federico, "The Rise of Urbanized Landscapes in Mesopotamia: The QADIS Integrated Survey Results and the Interpretation of Multi-Layered Historical Landscapes", Zeitschrift für Assyriologie und vorderasiatische Archäologie, vol. 109, no. 2, pp. 214-237, 2019
76. ↑  Yoshikawa, M., "Looking for Tummal, ASJ 11, pp. 285–291, 1989
77. ↑  Steinkeller, P, "New light on the hydrology and topography of southern Babylonia in the third millennium", ZA 91, pp. 22–84, 2001
78. ↑  Steinkeller, P., "The employment of labor on national building projects in the Ur III period", In P. Steinkeller & M. Hudson (Eds.), Labor in the ancient world: A colloquium held at Hirschbach (Saxony), April 2005. The International Scholars Conference on Ancient Near Eastern Economies 5, pp. 137–236, 2015
79. ↑  Marchetti, Nicolò, Al-Hussainy, Abbas, Benati, Giacomo, Luglio, Giampaolo, Scazzosi, Giulia, Valeri, Marco and Zaina, Federico., "The Rise of Urbanized Landscapes in Mesopotamia: The QADIS Integrated Survey Results and the Interpretation of Multi-layered Historical Landscapes", Zeitschrift für Assyriologie und vorderasiatische Archäologie, vol. 109, no. 2, pp. 214-237, 2019
80. ↑   Marchetti, Nicolò, and Federico Zaina, "Rediscovering the Heartland of Cities", Near Eastern Archaeology 83, pp. 146-157, 2020
81. ↑  Marchetti, Nicolò, Berthold Einwag, Abbas al-Hussainy, Elena Leoni, Giampaolo Luglio, Gianni Marchesi, Adelheid Otto, Giulia Scazzosi, Marco Valeri, and Federico Zaina, "QADIS. The 2016 Iraqi-Italian survey season in the Southeastern Region of Qadisiyah. Sumer 63, pp. 63–92, 2017
82. ↑  Marchetti, Nicolò, Giacomo Benati, Abbas al-Hussainy, Giampaolo Luglio, Marco Valeri, Giulia Scazzosi, and Federico Zaina, "The Rise of Urbanized Landscapes in Mesopotamia: The QADIS Integrated Survey Results and the Interpretation of Multi-layered Historical Landscapes", Zeitschrift für Assyriologie und Vorderasiatische Archäologie 109, pp. 214–37, 2019
83. ↑  Mantellini, Simone; Picotti, Vincenzo; Al-Hussainy, Abbas; Marchetti, Nicolò; Zaina, Federico (2024). 《Development of water management strategies in southern Mesopotamia during the fourth and third millennium B.C.E.》. 《Geoarchaeology》 39. 268–299쪽. doi:10.1002/gea.21992. hdl:11585/963863.
84. ↑   Abbas, Al-Hussainy. "Glyptic Styles at an Isin-Larsa Minor Settlement: Seals and Seal Impressions from Tell Waresh 2.", Journal of Orientalia, vol. 91, no. 1, 2022
85. ↑  Al-Hussainy, A., de Boer, R., and Jawdat, J., "Tell Waresh 2, Early Old Babylonian Tablets from the Season of Rescue Excavation (1990)", RA 113, pp. 59–69, 2019
86. ↑  Muhammad, A. K., "A Text from the Time of Sumu-El, King of Larsa (1894-
1866 BC) from Tell Warash", Athar Ar-Rafidayn 2/1, 121–132, 2013 (in Arabic)
87. ↑  Final Report on the Rescue Excavations at Tell Waresh 2, Third River Project (Iraq) - Shelby White and Leon Levy Program for Archaeological Publications